# Sąd szlachecki
Sąd szlachecki, łac. Forum Nobilium – od 1785 sąd dla szlachty, gdzie sądzili wyłącznie deputaci szlacheccy, jako sądy apelacyjne od wyroków sądów ziemskich, grodzkich i podkomorskich. Dla Galicji Zachodniej siedziba w Tarnowie, dla Galicji Wschodniej siedziba we Lwowie.

## Prezesi sądu szlacheckiego
- Jan Kanty Edward Stadnicki 1765-1842 radca Najwyższej Izby Sprawiedliwości w Wiedniu; prezes Forum Nobilium w Tarnowie; zastępca prezesa Wydziału Stanowego; prezes i komisarz królewski Sejmu Stanowego galicyjskiego.